# Poppelgallblomfluga
Poppelgallblomfluga (Heringia brevidens) är en tvåvingeart som först beskrevs av Johann Egger 1865.
Poppelgallblomfluga ingår i släktet gallblomflugor och familjen blomflugor. Artens utbredningsområde är Österrike. Arten har ej påträffats i Sverige. Inga underarter finns listade i Catalogue of Life.